# Leclanché-Element
Das Leclanché-Element ist ein historisches galvanisches Element, das von Georges Leclanché entwickelt und 1866 patentiert wurde. Es stellt eine elektrische Batterie (Primärelement) dar und war in der ursprünglichen Form mit flüssigem Elektrolyt ausgestattet. Verbesserungen führten zu einem gelierten Elektrolyt und es stellt einen Vorläufer der Trockenbatterien wie dem Zink-Kohle-Element und der Alkali-Mangan-Batterie dar.

## Allgemeines

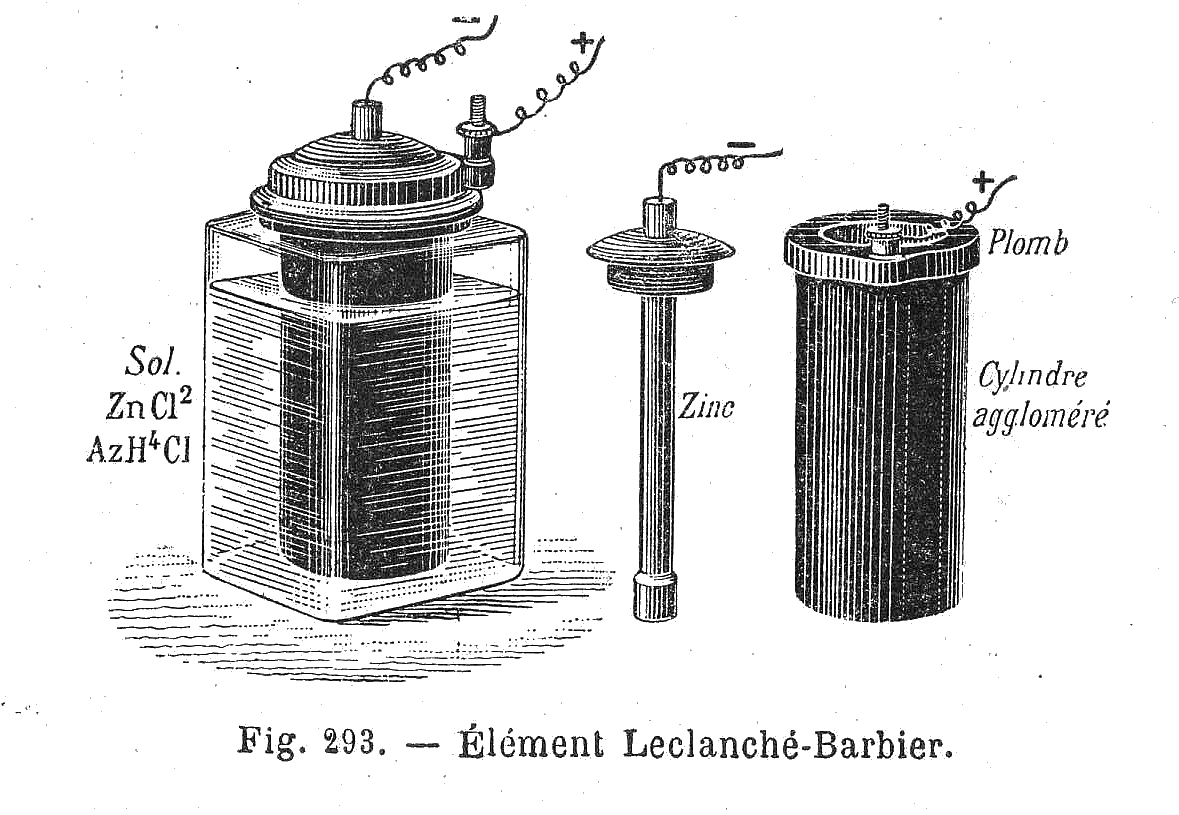
Leclanché-Element

Das Leclanché-Element weist eine Klemmenspannung von 1,5 V auf und besteht aus einer Anode aus Zink, die den negativen Anschluss darstellt und üblicherweise zu einem Becher (Aufnahmegefäß) geformt ist, einem Elektrolyt aus  mit Quellmitteln (Mehl, Stärke, Methylcellulose) angedickter Ammoniumchloridlösung, und einer Kathode aus einer gepressten Mischung aus Braunstein  und Kohlenstoff (in Form von Graphit oder „Acetylenruß“→Ruß) mit einem Graphitstab als Ableitung, die zentrisch angebracht den positiven Anschluss der Zelle darstellt. Die Kathode ist zum Elektrolyt hin durch Braunstein umgeben, der als Depolarisator wirkt. (Nebenstehende Abbildung zeigt den umgekehrten Aufbau: Ein Stab aus Zink in der Mitte als Anode bildet den Minuspol, umgeben von einem Becher aus gepresster Kohlenstoffmischung als Kathode/Pluspol, in einem mit Säure gefüllten Batterieglas.)
Das Leclanché-Element war wirtschaftlich über viele Jahrzehnte erfolgreich und wurde unter anderem zur Versorgung von Eisenbahntelegraphen und Hausklingeln eingesetzt. Dabei durchlief das Element über Jahre laufende Verbesserungen: Eine wesentliche Verbesserung und erster Schritt zum Trockenelement erfolgte durch den Ersatz des flüssigen Elektrolyts (Ammoniumchloridlösung) durch die Zugabe von Quellmitteln. In weiterer Folge wurde der gelierte Elektrolyt durch dünne Separatorpapiere in Sektoren aufgeteilt und durch Beigabe von Zinkchlorid die Energiedichte erhöht. Im Bereich der Zinkanode kamen verschiedene Metalllegierungen und Verschlusssysteme zum Einsatz, um die Wasserstoffentwicklung bei der Entladung zu reduzieren bzw. durch Luftabschluss die Lagerfähigkeit der Elemente zu erhöhen.
Einer der Nachteile des Leclanché-Elementes ist die bei Entladung der Zelle chemische Zersetzung der Zinkanode. Da die Anode durch den äußeren Zinkbecher gebildet wird, kommt es dabei prinzipbedingt zu einem Auslaufen der chemischen Bestandteile am Ende der Nutzung. Dieser konstruktive Nachteil, welcher auch bei dem ähnlich aufgebauten Zink-Kohle-Element besteht, wurde erst durch die Alkali-Mangan-Batterie gelöst.

## Elektrochemie

Schnittdarstellung und Aufbau

Die Reaktionsgleichung bei Entladung der Zelle lautet:
Negative Elektrode ([elektrotechnisch: Anode; physikalisch: Kathode – Kationen wandern dorthin]):
{\displaystyle \mathrm {\ Zn\rightarrow Zn^{2+}+2e^{-}} \,}
Positive Elektrode (Kathode; physikalisch: Anode):
{\displaystyle \mathrm {2MnO_{2}+2H^{+}+2e^{-}\rightarrow 2MnO(OH)} \,}
Elektrolytlösung (Komplexbildung):
{\displaystyle \mathrm {Zn^{2+}+2NH_{4}^{+}+2Cl^{-}\rightarrow [Zn(NH_{3})_{2}]Cl_{2}+2H^{+}} \,}
Als Gesamtreaktion ergibt sich:
{\displaystyle \mathrm {Zn+2MnO_{2}+2NH_{4}Cl\rightarrow [Zn(NH_{3})_{2}]Cl_{2}+2MnO(OH)} \,}